# Healesville Sanctuary
Het Healesville Sanctuary is een dierentuin in Healesville in de Australische deelstaat Victoria die zich toelegt op de oorspronkelijke Australische fauna. De dierentuin is in 1934 gesticht. 
De dierentuin heeft een succesvolle geschiedenis als het gaat om fokken van dieren. Zo is het een van de zeer weinige plaatsen waar men erin geslaagd is een vogelbekdier tot voortplanting te brengen. Dat lukte zoöloog David Fleay voor het eerst in 1943.
De dierentuin ligt in een bosrijke omgeving waarin verschillende habitats zijn aangelegd. Er zijn onder meer wombats, dingo's, kangoeroes en meer dan 200 vogelsoorten te bezichtigen.